# Lee Friedlander
Lee Friedlander (* 14. července 1934, Aberdeen, Washington, USA) je americký novinářský fotograf a umělec.

## Život a dílo
Friedlander studoval fotografii na Umělecké univerzitě designu v kalifornské Pasadeně. V roce 1956 se odstěhoval do New Yorku, kde fotografoval obaly na alba pro jazzové muzikanty. Jeho ranou tvorbu ovlivnili Eugène Atget, Robert Frank a Walker Evans. Roku 1960 ocenila nadace Johna Simona Guggenheim Memorial Foundation Friedlandera grantem, aby se mohl více zaměřit na své umění, stejně jako v letech 1962 a 1977.
Některé z jeho nejslavnějších fotografií se objevily v září roku 1985 v časopisu Playboy, černobílé fotografie aktů Madonny z pozdních sedmdesátých let. Jako student dostal roku 1979 za sérii jejích fotografií vyplaceno pouze 25 dolarů. Pro srovnání v roce 2009 byl jeden z obrázků byl na aukci Christie's Art House prodán za 37.500 dolarů.
Pracuje především s 35mm fotoaparátem Leica a černobílým filmem. Friedlanderův styl se zaměřil na "sociální krajinu." Jeho umění používá detašovaných obrazů městského života, odrazů ve výlohách, struktury orámované ohradami a plakáty se symboly moderního života.
V roce 1963 Mezinárodní muzeum fotografie uspořádalo první samostatnou Friedlanderovu výstavu. Friedlander hrál později roku 1967 významnou roli jako kurátor výstavy Johna Szarkowského Nové dokumenty v Muzeu moderního umění v New Yorku spolu s Garry Winograndem a Diane Arbusová. V roce 1990 ocenila MacArthurova nadace Friedlanderovi cenou MacArthur Fellows Program.
Friedlander nyní pracuje především se středoformátovými kamerami (např. Hasselblad Superwide). Kvůli jeho útrapám s artritidou je víceméně doma a zaměřuje se na fotografování svého okolí. Jeho kniha, Stems (Stonky) odráží jeho život v době jeho operace kolena. Prohlásil, že jeho "končetiny" mu připomínají rostlinné stonky. Tyto fotografie znázorňují textury, které nebyly v jeho dřívější práci obvyklé. V tomto smyslu, se tyto fotografie podobají fotografiím Josefa Sudka, který také, zbaven svobody, fotografoval ve svém domě a v ateliéru.
Je otcem violoncellisty Erika Friedlandera a Anny Friedlanderové.

## Výstavy a ocenění
V roce 2005 Muzeum moderního umění vystavilo velkou retrospektivu Friedlanderových děl. V témže roce obdržel mezinárodní ocenění Hasselblad International Award. Jeho práce byla o tři roky později vystavena opět v sanfranciském muzeu, také v retrospektivní výstavě.